# 반기
반기(半期)는 한 해의 반이며, 일반적으로 6개월을 의미한다. 특히, 한 해의 첫 6개월까지를 상반기, 12월까지의 6개월을 하반기라 한다.

## 경제에서의 반기
상장 후 1년이 지난 법인이 사업 개시 후 6개월 간의 사업을 금융감독위원회에 보고해야 할 의무를 지는데, 이 기간을 반기라고 하며, 기업이 제출해야 하는 사업보고서를 반기보고서라 한다.

## 같이 보기
- 상반기
- 하반기